# Svensgård
Svensgård är en hälsingegård i Jättendals socken i Hälsingland. Den blev ett byggnadsminne 2006.

## Bakgrund
Gårdarna i Jättendalsbygden placerades i regel på höjder i landskapet. Många byggnader av likartat snitt uppfördes i bygden under slutet av 1800-talet. Likheterna består bland annat i att husen är parstugor i ett och ett halvt plan med uppbrutna tak som saknar brokvistar, men där dubbeldörrarna istället begåvats med dörromfattningar med pilastrar. Svensgården kan utifrån sina stildrag ses som en representant för dessa.

## Beskrivning
Den äldre Mangårdsbyggnaden ska ha uppförts under 1870-talet av samme byggmästare som låg bakom den närliggande Västergården. Den yngre mangårdsbyggnaden byggdes 1911 ihop med ladugården, vilket var brukligt i landskapet. Båda byggnadernas exteriörer är bevarade i stort sett i ursprungligt skick, den yngre genom en restaurering under tidigt 2000-tal. Den äldre byggnadens interiörer har bevarat inredningsdetaljer från gårdens byggnation i slutet av 1800-talet och från tidigt 1900-tal. Även den yngre mangårdsbyggnaden har ursprungliga interiörer inklusive ett trapphus med målad mahognyimitation och gamla tapeter.

Ett flertal ursprungliga ekonomibyggnader finns bevarade, inklusive den sammanbyggda ladugården, ett stall och en loge av samma ålder som den gamla mangårdsbyggnaden. Gården har även jordkällare och en samling ekonomibyggnader norr om vägen målade i röd slamfärg. De sex byggnader som bildar samlingen består av en äldre ladugård, vedbod, bagarstuga, tröskloge och två härbren